# Eugen von Seyfried
Eugen Maria von Seyfried (* 2. Februar 1816 in Salem; † 15. Dezember 1889 in Karlsruhe) war ein deutscher Jurist und Politiker im Großherzogtum Baden.

## Leben
Eugen von Seyfried war der Sohn des markgräflichen Hofrats und großherzoglichen Oberamtmanns Willibald von Seyfried.  Als der Vater 1824 verstarb, blieb seine verwitwete Mutter mit sechs Kindern zurück, wovon Eugen von Seyfried der zweitälteste war. Als Halbwaise begann er seine Studien in Ravensburg, wo er sich in der Obhut seines Onkels Franz von Zwerger befand. 1829 begab er sich ans Lyzeum in Konstanz. Danach begann er an der Albert-Ludwigs-Universität Freiburg Rechtswissenschaft zu studieren. Während seines Studiums wurde er 1834 Mitglied der Burschenschaft Euthymia Freiburg. Mit Bernhard von Beck wurde er 1836 im Corps Rhenania Freiburg aktiv. Als Inaktiver wechselte er an die Ruprecht-Karls-Universität Heidelberg. Im Jahre 1837 bestand er die juristische Staatsprüfung mit Auszeichnung und wurde von 1838 bis 1839 Rechtspraktikant beim Amt Heiligenberg. Nach kurzer Verwendung bei der badischen Oberpostdirektion ging er 1840 für ein halbes Jahr nach Frankreich, um seine Studien zur Rechtswissenschaft weiter zu vertiefen. Das französische Zivilrecht stand Pate für das seit 1810 gültige Badische Landrecht. Danach kam er als Sekretariatspraktikant ans Hofgericht Konstanz, wo er 1845 zum Sekretär ernannt wurde. 1847 wurde er als Assessor an das Hofgericht Mannheim versetzt, wo er 1849 die Aufgaben des Staatsanwalts übernahm. 1851 erfolgte seine Beförderung zum Hofgerichtsrat und 1852 übernahm er auch die Geschäfte des Staatsanwalts am Badischen Oberhofgericht.
1853 wurde Eugen von Seyfried als Ministerialrat in das badische Justizministerium nach Karlsruhe berufen, wo er bis 1886 tätig blieb.
1865 kam die Ernennung zum Geheimen Referendär, 1872 zum Geheimrat Zweiter Klasse, 1878 zum Vorsitzenden Rat und 1884 zum Ministerialdirektor. Zu seinen Aufgaben gehörte die Anfertigung von Entwürfen für zahlreiche Landesgesetze, die insbesondere durch die 1857 erfolgte Trennung der Justiz von der Verwaltung auch in erster Instanz notwendig waren, deren Vorstellung in den beiden Kammern der Badischen Ständeversammlung sowie deren Vollzugsverordnungen.
Von 1854 bis 1884 war Seyfried Mitglied des Verwaltungsrats der Witwenkasse für die Angestellten und von 1865 bis 1886 auch Mitglied des Verwaltungsrats der Generalwitwen- und Brandkasse. 1886 wurde er Präsident des badischen Verwaltungsgerichtshofs. 1887 nahm er zudem die Stelle des Präsidenten des Kompetenzgerichtshofs ein. 1889 erfolgte die Ernennung zum Geheimrat Erster Klasse.

## Politik
Von 1887 bis 1888 war Seyfried vom Großherzog Friedrich ernanntes Mitglied der Ersten Kammer der Badischen Ständeversammlung und fungierte zunächst 1887 als 1. Vizepräsident, und kurz danach bis 1888 als Präsident der Kammer.
Der von 1904 bis 1906 ebenfalls vom Großherzog zum Mitglied der Ersten Kammer und 1906 zum Finanzminister ernannte Max Honsell ist sein Neffe, und dessen Schwiegervater Bernhard August Prestinari ein langjähriger Kollege in der badischen Ministerialbehörde und ebenso Mitglieder der ersten und zuvor schon der zweiten Kammer.

## Familie
Eugen von Seyfried war seit 1846 mit Anna geb. Schalk verheiratet, welche bereits 1860 starb. 1865 heiratete Seyfried Thusnelda Schalk, die Schwester seiner ersten Frau. 1889 erkrankte Seyfried und starb im Kreis seiner Kinder und Enkel an den Folgen einer notwendig gewordenen Operation.

## Ehrungen
- 1862 Ritterkreuz 1. Klasse des Ordens vom Zähringer Löwen
- 1872 Kommandeurskreuz 2. Klasse des Ordens vom Zähringer Löwen
- 1874 Königlicher Kronen-Orden (Preußen) 2. Klasse
- 1883 Kommandeurskreuz 1. Klasse des Ordens vom Zähringer Löwen
- Wirkl. Geh. Rat, Exzellenz

## Weblink
- Eintrag bei leobw